# Dulces en un plato de plata (Zurbarán)
Dulces en un plato de plata es un lienzo pintado al óleo realizado por Francisco de Zurbarán. Esta pintura es uno de los pocos bodegones sin figuras que han llegado hasta la actualidad de dicho pintor y, dentro de este reducido grupo, es considerado como uno de los más primerizos.

## Introducción
En el taller pictórico de Zurbarán, tras una primera representación del natural por parte del maestro, los estudios muy logrados solían guardarse. Posteriormente, podían servir para otras composiciones, realizadas por el propio Zurbarán o por sus oficiales. No se sabe si el presente lienzo era una obra independiente, o si formaba parte de un cuadro más grande. Probablemente se trata de un boceto autógrafo de Zurbarán, ya que tiene todas las características de su corpus primerizo. Seguramente, el joven Zurbarán había estudiado los bodegones de Juan Sánchez Cotán o de Juan van der Hamen, cuya influencia es notoria en sus propias obras de este género.
La radiografía del Bodegón con cidras, naranjas y rosa reveló que —debajo de la pintura actual— anteriormente había sido pintado un plato de dulces, situado entre el plato de cidras y el cesto de naranjas. Seguramente dicho plato de dulces —muy semejante al presente bodegón— había sido pintado como una primera idea de aquella composición, siendo disimulado en el magnífico lienzo final, actualmente en el Museo Norton Simon.

## Análisis de la obra
- España, colección privada;
- Pintura al óleo sobre lienzo; 28,5 x 39 cm;
- Fecha de realización: ca. 1630-1632;
- Catalogado con la referencia 26 en el catálogo razonado y crítico realizado por Odile Delenda.

Según William Bryan Jordan, los dulces representados son tajadas de batata confitada, una golosina muy apreciada en la España del siglo XVII. Estos dulces están dispuestos en un plato —de peltre o de plata— pintados con exquisito realismo, con su contenido simplemente dispuesto sobre un tablero. Los objetos están fuertemente iluminados, por encima y por la izquierda, sobre un fondo muy oscuro, emergiendo con el peculiar sentido de los volúmenes propio de Zurbarán.

## Procedencia
1. Nueva York, venta Sotheby’s, 11 de enero de 1990, lote 167 (121 000 $).[6]